# A49 road
Die A49 road (englisch für Straße A49) ist als eine 230 km lange, größtenteils als Primary route ausgewiesene Straße, die bei Ross-on-Wye von der A40 road als Primary route zunächst nach Nordwesten abzweigt und dann von Hereford nach Norden durch Shrewsbury, Warrington und Wigan nach Bamber Bridge bei Preston führt, wo sie an der A6 road endet.

## Verlauf

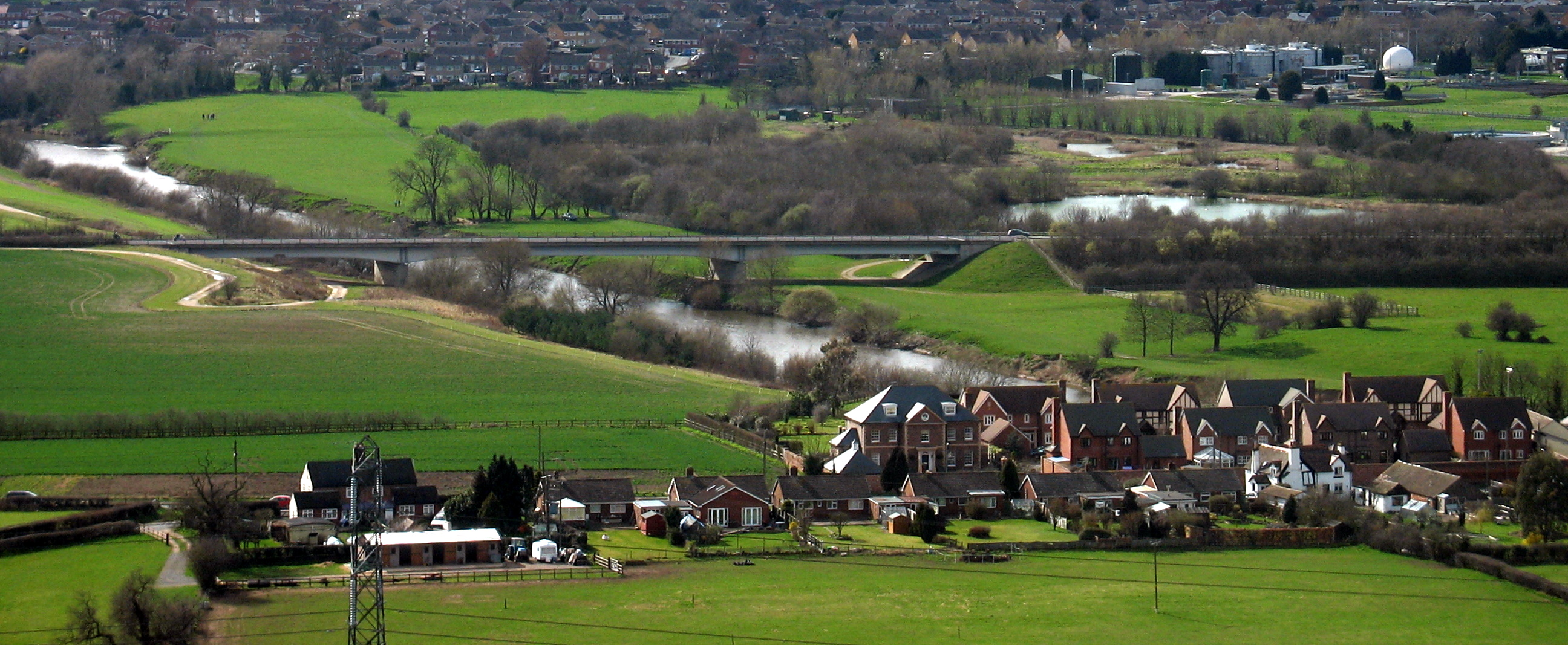
Brücke über den Severn bei Shrewsbury (Aufnahme 2010)

Die A49 zweigt als Primary route bei Ross-on-Wye nicht weit vom südwestlichen Ende des M50 motorway von der A40 road ab und führt in einem großen Rechtsbogen nach Hereford, wo sie die A438 road kreuzt. In nördlicher Richtung führt sie über Leominster, wo die A44 road gequert wird, und weiter über Ludlow nach Shrewsbury, das sie auf einem bypass, teils gemeinsam mit der A5 road umgeht und dabei den Severn überquert. Nordöstlich von Shrewsbury zweigt die A53 road nach Newcastle-under-Lyme ab. Die A49 nähert sich in Whitchurch, das westlich umgangen wird, der Grenze zu Wales und folgt, die A41 road abzweigen lassend, dann dem Llangollen-Kanal. Sie kreuzt die A534 road, die A51 road, die A54 road und die A556 road, passiert Weaverham und kreuzt die A533 road, bevor sie bei dessen Anschluss junction 10 den M56 motorway überquert. In Warrington wird der Manchester Ship Canal überschritten und die A56 road sowie die A57 road werden gekreuzt. Bei dessen Anschluss 9 trifft die Straße auf den M62 motorway und verliert ihren Charakter als Primary route. Es folgen die Querung des A6 motorway bei Anschluss 23 und das dicht besiedelte Gebiet um Ashton-in-Makerfield in Greater Manchester. Südlich von Wigan wird die Straße wieder zur Primary route, umgeht Wigan unter Kreuzung mit der A577 road, gibt die Eigenschaft als Primary route in Standish an die A5209 road ab und verläuft von da an parallel zur M6, bis sie in Bamber Bridge an der A6 road endet.